# Клавиатура
Клавиату́ра — комплект расположенных в определённом порядке клавиш или кнопок (лат. clavis — ключ) для управления каким-либо устройством или для ввода данных.
Как правило, кнопки (клавиши) на клавиатуре нажимаются пальцами рук. Клавиатурой также может называться клавишный электромузыкальный инструмент. Существует два основных вида клавиатур: музыкальные и алфавитно-цифровые.

## Музыкальные клавиатуры

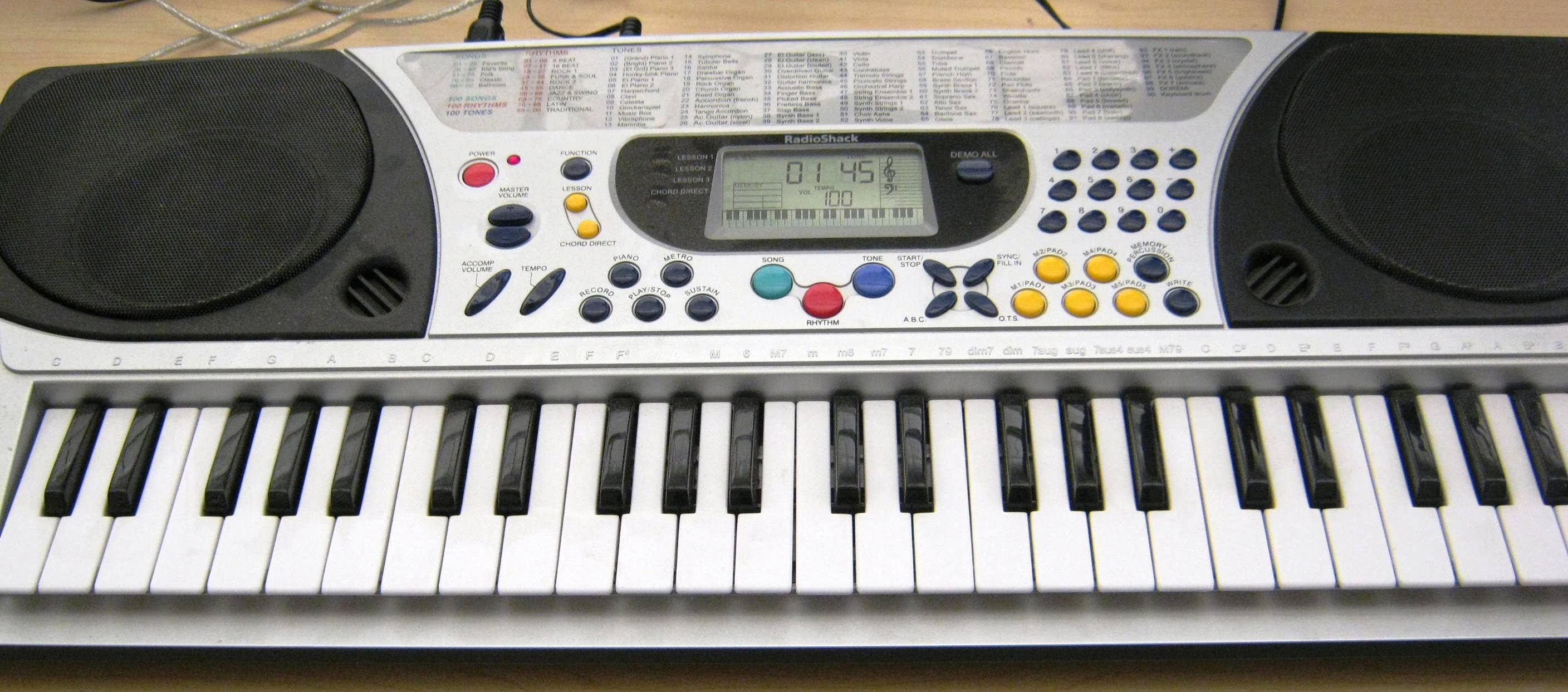
Музыкальные клавиатуры

Клавиатуры музыкальных инструментов предназначаются для игры и имеют набор кла́виш (от лат. clavis — ключ), которым соответствуют звуки определённой высоты. Диапазон у клавиатур встречается разный. Клавиатуры для пальцев рук имеются у таких инструментов как рояль, орга́н, клавесин, челеста, синтезатор, а также у баяна, аккордеона и некоторых других инструментов.
Встречаются также музыкальные инструменты с педальной клавиатурой имеющей набор клавиш для игры ногами.
Музыкальные инструменты, имеющие клавиатуру, классифицируются как клавишные музыкальные инструменты.

## Алфавитно-цифровые клавиатуры

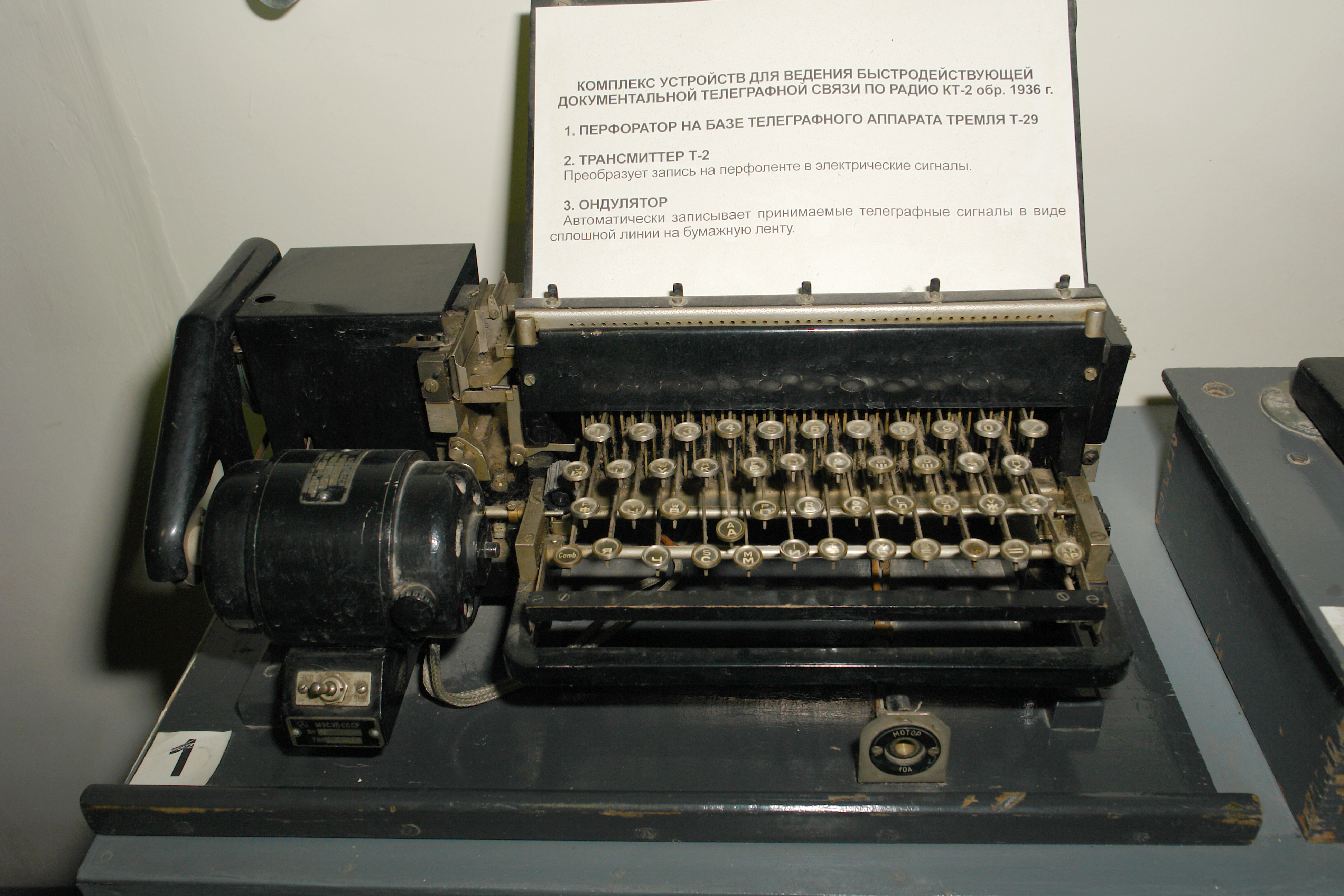
Клавиатура комплекса устройств быстродействующей телеграфной радиосвязи (КТ-2), 1936 год

Алфавитно-цифровые клавиатуры используются для управления техническими и механическими устройствами (пишущая машинка, компьютер, калькулятор, кассовый аппарат, кнопочный телефон). Каждой клавише соответствует один или несколько определённых символов. Возможно увеличение количества действий, выполняемых с клавиатуры, с помощью сочетаний клавиш. В клавиатурах такого типа клавиши снабжаются наклейками с изображением символов или действий, соответствующих нажатию.
Ввод данных в электронное устройство с клавиатуры называется набором, в случае механической или электрической пишущей машинки говорят о печатании. Существуют также методики, позволяющие набирать текст, не глядя на клавиатуру, так называемый слепой метод набора.

### Цифровые клавиатуры
Цифровой клавиатурой называется совокупность близко расположенных клавиш с цифрами, предназначенных для ввода чисел. Существует два различных варианта расположения цифр на таких клавиатурах.
В телефонной клавиатуре числовые значения клавиш возрастают слева направо и сверху вниз. Аналогичный тип клавиатуры используется в домофонах и других средствах аудиосвязи (например, в программе Skype), а также на пультах дистанционного управления (например, на пульте управления телевизором, кодовых панелях охранных сигнализаций, электронных замков, сейфов).
В калькуляторах используется клавиатура, в которой числовые значения клавиш возрастают слева направо и снизу вверх. Многие компьютерные клавиатуры справа имеют блок клавиш, в который входит клавиатура калькуляторного типа.

### Компьютерная клавиатура

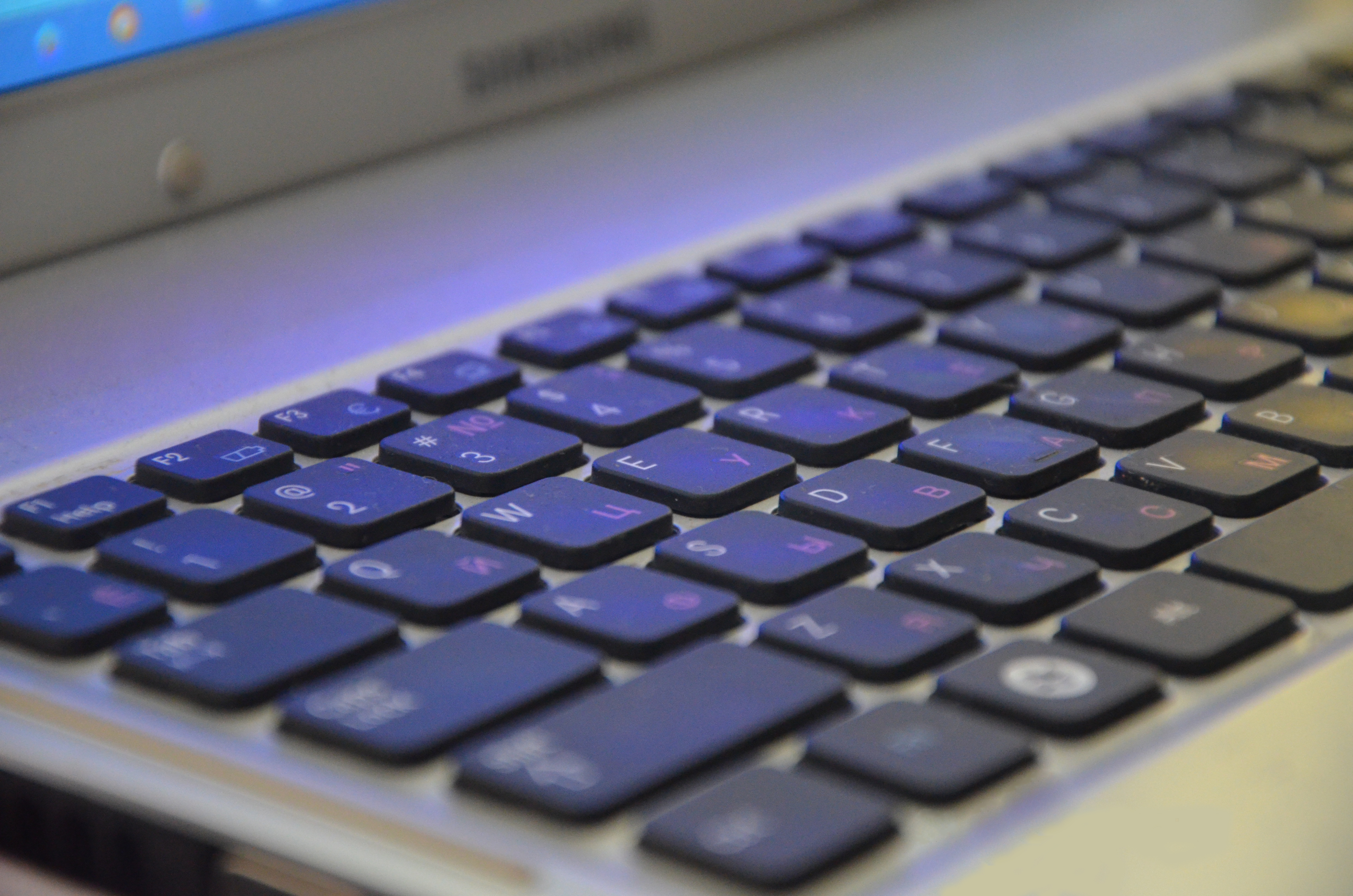
Клавиатура на ноутбуке

Компьютерная клавиатура — клавиатура, предназначенная для ввода информации в компьютер (устройство ввода). Широкое распространение получили клавиатуры — копии клавиатур, поставляемых вместе с компьютерами серии IBM PC/AT. Такие клавиатуры называются «клавиатурами PC/AT» или «AT‑клавиатурами», имеют 101 или 103 клавиши. Клавиатуры, поставлявшиеся с ПК серий IBM PC и IBM PC/XT, имели 83 или 84 клавиши.
Расположение клавиш на AT-клавиатуре подчиняется единой общепринятой схеме.
Программируемая клавиатура может включать в себя иное количество клавиш; клавиши могут быть объединены с помощью специальных накладок.

## Памятники
- Памятник клавиатуре установлен в 2005 году в Екатеринбурге[5].
- Памятник «Компьютерной клавиатуре» установлен в 2011 году в городе Костанай (Казахстан)[6].